# برودكوم
شركة برودكوم (بالإنجليزية: Broadcom Corporation) هي شركة أمريكية في مجال أشباه الموصلات والاتصالات اللاسلكية مقرها في إرفين، كاليفورنيا. تأسست في عام 1991 من قبل الأستاذ والطالب هنري ساميولي وهنري نيكولاس من جامعة كاليفورنيا في لوس أنجلوس.

## وصلات خارجية
- الموقع الرسمي